# 北海道道448号千代田初山別停車場線

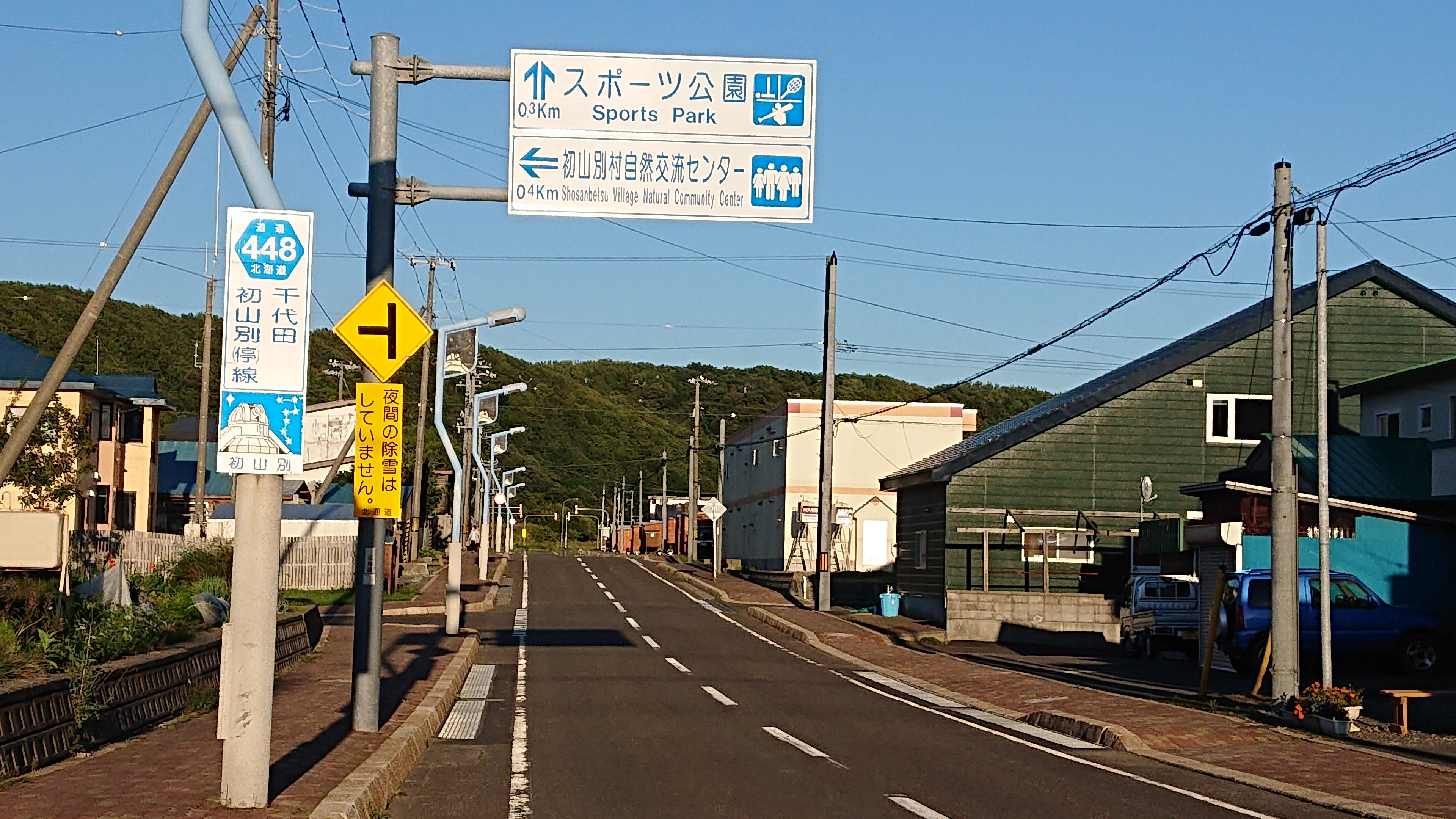
北海道道448号千代田初山別停車場線

北海道道448号千代田初山別停車場線（ほっかいどうどう448ごう ちよだしょさんべつていしゃじょうせん）は、北海道苫前郡初山別村内を結ぶ一般道道（北海道道）である。冬期通行止め区間がある。

## 概要

### 路線データ
- 起点：北海道苫前郡初山別村字千代田
- 終点：北海道苫前郡初山別村字初山別（旧国鉄 羽幌線 初山別駅跡）
- 総延長：7.604 km
- 実延長：7.468 km
- 重用延長：0.136 km

## 歴史
- 1966年（昭和41年）3月31日 - 路線認定[1]。
- 1987年（昭和62年）3月30日 - 羽幌線の廃線に伴い、初山別駅は廃駅となる。

## 路線状況

### 重複区間
- 国道232号：初山別村初山別 - 終点

### 冬期交通規制（通行止め）
- 初山別村字千代田（起点） -  初山別村字千代田156-1（千代田ゲート）
区間延長：4.1 km

### 道路施設

#### 主な橋梁
- 九線橋（30 m、初山別川、初山別村千代田）
- 十間橋（57 m、初山別川、初山別村千代田）

## 地理

### 通過する自治体
- 留萌振興局
  - 苫前郡初山別村

### 交差する道路
初山別村
- 国道232号 - 初山別（重複）

### 沿線にある施設など
初山別村
- 初山別村立初山別中学校 - 初山別173-1
- 初山別村立初山別小学校 - 初山別村初山別173-1
- 初山別村役場 - 初山別村初山別96
- 初山別バスターミナル